# 선혜옹주
선혜옹주(善惠翁主, ? - 1456년 3월 26일) 또는 무진군주(茂珍郡主)는 조선 전기의 왕족으로, 조선 태조 이성계의 셋째 아들 익안대군 이방의의 딸이다. 처음에 회인현주(懷仁縣主)에 봉해지고, 태종 때 선혜옹주로 승작되었다가, 1431년(세종 13) 무진군주(茂珍郡主)로 개칭되었다.
그의 분묘는 오랫동안 실전되었다가 7대손 김상빈(金尙賓)이 그의 묘소를 찾아냈다 한다.

## 생애
아버지는 조선 태조 이성계의 셋째 아들 익안대군 이방의이고, 어머니는 최인두의 딸 정경옹주 삼한국대부인 철원최씨이다. 친여동생이 1명 있었으나 여동생의 작호는 전하지 않는다. 익안대군의 장녀로 처음 회인현주(懷仁縣主)에 봉작되었으며 광산인 중군도총제부(中軍都摠制府) 부총제(副摠制) 김한(金閑)과 혼인하였다. 1411년 남편 김한이 사망하여 경기도 고양군에 안장했는데, 묘소는 후에 실전된다.
1413년(태종 13) 8월 20일 태종 이방원이 종친의 딸을 옹주로 봉할 때, 옹주로 책봉되었다.
1431년(세종 13) 10월 18일에 무진군주로 봉작되었다. 1456년 3월 26일에 사망했다.

### 사후
처음 양지교동(陽智橋洞)에 안장되었다가, 후에 경기도 안성군 고삼면 월향리 산47번지로 이장되었다. 근처에는 남편 김한의 단소가 세워졌다. 후에 병란으로 묘소가 실전되었다가 7대손으로 풍기군수(豊基郡守)를 지낸 김상빈(金尙賓)이 그녀의 분묘를 찾아냈다 한다.
손자 김면은 이시애의 난의 진압에 참여한 공로로 적개공신 2등에 책록되었고 광천군에 책봉되고 경원부사를 지냈으며 사후에 부원군에 추증되었다.

## 가족 관계
- 조부 : 태조 이성계
- 조모 : 신의왕후
- 외조부 : 지간성군사 증찬성사 최인두
  - 아버지 : 익안대군(益安大君) 이방의(李芳毅)
  - 어머니 : 삼한국대부인(三韓國大夫人) 동주 최씨(東州 崔氏) (정경옹주)
    - 오빠 : 익평부원군(益平府院君) 이석근(李石根) 안량공(安良公)
    - 형수 : 진한국대부인 화숙옹주 경주김씨 - 김수의 딸
    - 여동생 : 한가경의 처
    - 제부 : 한가경(韓可敬)
      - 외조카 : 한선(韓善)

  - 서모 : 부부인 고성 이씨(府夫人 固城 李氏)
    - 이복 남동생 : 영가정(永可正) 이승(李昇)
- 선혜옹주
- 남편 : 김한
  - 장남 : 김유돈(金有敦)
  - 첫째며느리 : 연안김씨(延安金氏) - 문익공(文翼公) 김여지(金汝知)의 딸
  - 차남 : 김유장(金有章)
  - 둘째며느리 : 평산신씨(平山申氏) - 첨정 신응철(申應喆)의 딸
  - 장녀 : 광산김씨
  - 첫째사위 : 김경재(金敬哉)
  - 차녀 : 광산김씨
  - 둘째사위 : 정철권(鄭鐵拳)
- 시아버지 : 김약채(金若采)
- 시어머니 : 원주원씨(原州元氏) - 원송수(元松壽)의 딸

## 같이 보기
- 익안대군